# Stadldorf
Stadldorf ist ein Gemeindeteil von Kirchroth und eine Gemarkung im niederbayerischen Landkreis Straubing-Bogen.

## Geografie
Das Dorf mit 18 Wohngebäuden (2021) liegt im Gäuboden links der Donau und westlich der Staatsstraße 2125. Die nächstgelegenen Städte sind Wörth an der Donau und Straubing.
Die Gemarkung Stadldorf umfasst 2,41 km². Ihre Nachbargemarkungen sind Hofdorf, Niederachdorf und Gmünd.

## Geschichte
Stadldorf gehörte im Mittelalter zur Herrschaft Wörth und hierin zum sogenannten „Mittergebiet“, dem Gebiet des Amtshofs in Stadldorf.
Die Bildung der Gemeinde Stadldorf mit Kiefelmauth wurde am 24. August 1818 von der Regierung des Regenkreises genehmigt, trotz erheblicher Bedenken wegen der geringen Anzahl an Familien. Bei der Wahl des ersten Gemeindevorstehers am 23. September 1818 wurde der Bauer Martin Knott gewählt. Am 17. Mai 1830 weist das Innenministerium die „Königliche Regierung des Regenkreises, Kammer des Innern“ an, dass „die kleine Gemeinde Stadeldorf mit der Einöde Kiefelmauth, Herrschaftsgericht Wörth, welche 10 Familien, aber nur 8 wirkliche Gemeindemitglieder zählt, und deshalb mit der sehr nah gelegenen Gemeinde Niederachdorf, desselben Gerichts, zu 31 Familien vereinigt werden soll“.
Im Zuge der Gebietsreform in Bayern kam Stadldorf 1972 als Gemeindeteil von Niederachdorf vom oberpfälzer Landkreis Regensburg nach Niederbayern in den Landkreis Straubing-Bogen.  Am 1. Mai 1978 wurde Stadldorf ein Gemeindeteil von Kirchroth, als die Gemeinde Niederachdorf in die Gemeinde Kirchroth eingegliedert wurde.

### Einwohnerentwicklung
| Jahr      | 1861 | 1871 | 1875 | 1885 | 1900 | 1925 | 1950 | 1961 | 1970 | 1987 | 2016 | 2021 |
| --------- | ---- | ---- | ---- | ---- | ---- | ---- | ---- | ---- | ---- | ---- | ---- | ---- |
| Einwohner | 77   | 69   | 63   | 73   | 50   | 51   | 69   | 42   | 39   | 37   | 39   | 39   |

## Baudenkmäler
Einziges gelistetes Baudenkmal ist ein kleiner Kapellenbau aus der 2. Hälfte des 18. Jahrhunderts westlich des Ortes am Kiefelmauther Weg.
Siehe auch: Liste der Baudenkmäler in Kirchroth